# TAM Cargo
TAM Cargo est une compagnie aérienne cargo brésilienne.